# Альтмюнстер
Альтмюнстер (нем. Altmünster) — община (нем. Gemeinde) в Австрии, в федеральной земле Верхняя Австрия. Входит в состав округа Гмунден. Население составляет 9624 человека (на 31 декабря 2005 года). Занимает площадь 79 км². Официальный код  —  40701. Альтмюнстер расположен на северо-западном берегу озера Траунзе.

## Население
| Год  | Численность | Численность |
| ---- | ----------- | ----------- |
| 2005 | 9624        |             |
| 2016 | 9785        | [ 5 ]       |
| 2018 | 9793        | [ 3 ]       |

## Политическая ситуация
Бургомистр общины — Ханнес Шобесбергер (АНП) по результатам выборов 2003 года.
Совет представителей общины (нем. Gemeinderat) состоит из 36 мест.
- АНП занимает 20 мест.
- СДПА занимает 13 мест.
- Зелёные занимают 3 места.
- АПС занимает 1 место.

## Города-Побратимы
Альтмюнстер имеет отношения со следующими городами-побратимами:
- Дюрен, Германия
- Хугарден, Бельгия